# البحث الآمن
البحث الآمن ميزة في بحث جوجل وصور جوجل تعمل مرشحًا آليًّا للمواد الإباحية والمحتوى الذي يحتمل أن يكون مسيئًا وغير لائق. غالبًا ما يستخدم البحث الآمن أيضًا على أجهزة الكمبيوتر المدرسية، لمنع تلاميذ المدارس من الوصول إلى محتوى إباحي.

## تاريخ
- في 11 نوفمبر 2009، قدّمت جوجل إمكانية للمستخدمين الذين لديهم حسابات جوجل لتأمين مستوى البحث الآمن في عمليات بحث الويب والصور من جوجل. بمجرد التهيئة، يلزم إدخال كلمة مرور لتغيير الإعداد.[6]
- في 12 ديسمبر 2012، أزالت جوجل خيار إيقاف تشغيل الفلتر تمامًا، مما يتطلب من المستخدمين إدخال استعلامات بحث أكثر تحديدًا للوصول إلى محتوى البالغين.[7][8][9]

## الفعالية
ذكر تقرير صادر عن مركز بيركمان للإنترنت والمجتمع التابع لكلية هارفارد للحقوق أن البحث الآمن استبعد العديد من المواقع غير الضارة من قوائم نتائج البحث، بما في ذلك المواقع التي أنشأها البيت الأبيض وآي بي إم وجمعية المكتبات الأمريكية وليز كلايبورن. من ناحية أخرى، تتسرب العديد من الصور الإباحية من خلال عامل التصفية، حتى عند إدخال مصطلحات بحث «بريئة». يتم إعاقة إدراج مصطلحات بحث معينة في القائمة السوداء بواسطة التماثلات اللغوية (على سبيل المثال، "قندس")،  وضع قائمة سوداء بعناوين URL معيّنة يصبح غير فعال من خلال تغيير عناوين URL للمواقع الإباحية، والبرمجيات التي تضع علامة على الصور التي تحتوي على كميات كبيرة من النغمات الجسدية كمحتوى إباحي يمثل مشكلة لأن هناك مجموعة متنوعة من درجات لون البشرة وصور الأطفال تميل إلى أن تكون ذات درجات ألوان كثيرة. كانت قدرة جوجل على تصفية المواد الإباحية عاملًا مهمًا في علاقتها مع جمهورية الصين الشعبية.

## وصلات خارجية
- الموقع الرسمي

لا توجد روابط لمواقع التواصل الاجتماعي.